# Lista över byggnader i Helsingborg
Helsingborg (uttal (fil)) (stavat Hälsingborg mellan 1912 och 1970) är centralort i Helsingborgs kommun och ligger i Skåne län. Orten hade 113 828 invånare år 2020 och utgör befolkningsmässigt Sveriges nionde största tätort, Skånes andra största tätort (efter Malmö) och ingår i Öresundsregionen. Helsingborg ligger vid Öresunds smalaste del, där endast 3 750 meter skiljer staden från Helsingör i Danmark. Stadens geografi domineras av den branta sluttningen Landborgen som löper längs Öresund, något indragen från kusten. Mellan strandterrassen och landborgsterrassen finns ett antal raviner som bildats under den senaste istiden.
Helsingborgs historia sträcker sig tillbaka till vikingatiden. Den viktiga plats där Öresund är som smalast har gett staden en strategisk position under lång tid. På medeltiden var staden och dess slott ett av Nordens mäktigaste fästen och därmed inblandad i mycket av den tidens maktspel. Under århundradena har Helsingborg varit platsen för flera politiska konflikter och strider. De många krigen mellan Sverige och Danmark gick hårt åt staden och dess bebyggelse, men sedan 1700-talet har staden levt i fred och på 1800-talet lyckades Helsingborg återhämta sig ordentligt. Helsingborg blev då en av Sveriges snabbast växande städer och en viktig hamn- och industristad.
Listan nedan är en förteckning över de mest betydelsefulla byggnaderna i Helsingborg. Byggnaderna kan vara av antingen historisk, kulturell eller arkitektonisk betydelse för staden. I stadens centrum är arkitekturen en tätbebyggd stenstad, med monumentala och storstadsmässiga hus mot paradgatorna Drottninggatan och Järnvägsgatan samt mot Stortorget, Sankt Jörgens plats och Trädgårdsgatan. I gatorna bakom denna bebyggelse är arkitekturen mer småskalig och intim. Stadsdelsindelningen följer gränserna för Helsingborgs kommuns statistikområdesindelning.

## Byggnadslista
Färg- och teckenförklaring:
- – Skyddad som byggnadsminne.
- – Skyddad som kyrkligt kulturminne (kyrkobyggnad uppförd före 1940) enligt Kulturmiljölagen 4:3§.[1]
- "—" betecknar att arkitekten är okänd.

| Byggnad                         | Alternativt namn                                           | Byggår                 | Byggnadsminne sedan | Bevarandeprogramsinformation | Arkitekt                                           | Stadsdel    | Kommentar | Bild                         | Referens                    |
| ------------------------------- | ---------------------------------------------------------- | ---------------------- | ------------------- | --- | -------------------------------------------------- | ----------- | --- | ---------------------------- | --------------------------- |
| Adolfsbergskyrkan               |                                                            | 1978                   |                     | Inget bevarandeprogram täcker området kring byggnaden.                                                                                     | Olof Tengroth                                      | Adolfsberg  | | Adolfbergskyrkan             | [ 3 ]                       |
| Allerhuset                      | Allershuset                                                | 1974                   |                     | k-märkt i Detaljplan för Vångagärdet 20 som "Kulturhistoriskt viktig byggnad".                                                             | Bengt Blasberg, Henrik Jais-Nielsen                | Råå         | Sedan 2017 har Catena verksamhet i denna byggnad istället för Aller media. | Allerhuset                   | [ 4 ] [ 5 ] [ 6 ] [ 7 ]     |
| Allhelgonakyrkan                |                                                            | 1928, 1959             |                     | 1991: "Särskilt värdefull bebyggelse" | 1928: Oscar Persson 1959: Arnold Salomon-Sörensen  | Råå         | | Allhelgonakyrkan             | [ 8 ]                       |
| Allmänna Brands hus             | Eftersläckaren                                             | 1960–1962              |                     | 2002: "Särskilt värdefull bebyggelse" | Anders Tengbom                                     | Centrum     | Namnet Eftersläckaren anspelar dels på byggherren Allmänna Brand, dels på grannhuset Kaffegöken. | Allmänna Brands hus          | [ 9 ] [ 10 ] [ 11 ]         |
| Apoteket Kärnan                 |                                                            | 1813, 1882             | 1967                | | 1813: — 1882: Mauritz Frohm                        | Centrum     | | Apoteket Kärnan              | [ 12 ]                      |
| Berga kasern                    |                                                            | 1909–1912              |                     | q-märkt i Detaljplan för fastighet Kavalleristen 9 m. fl. som "Kulturhistoriskt särskilt värdefull byggnad".                               | Erik Josephson                                     | Berga       | | Berga kasern                 | [ 13 ] [ 14 ]               |
| Continentalpalatset             |                                                            | 1867–1868, 1882–1884   |                     | 2002: "Särskilt värdefull bebyggelse" (större delen av byggnaden), "Byggnad av kompletterande värde" (byggnadens baksida)                  | Mauritz Frohm                                      | Centrum     | | Continentalpalatset          | [ 15 ]                      |
| Dunkers kulturhus               |                                                            | 2000–2002              |                     | 2002: "Särskilt värdefull bebyggelse" | Kim Utzon                                          | Centrum     | | Dunkers kulturhus            | [ 16 ] [ 17 ]               |
| Elinebergshusen                 |                                                            | 1965                   |                     | Inget bevarandeprogram täcker området kring byggnaderna.                                                                                   | Jørn Utzon                                         | Elineberg   | | Elinebergshusen              | [ 18 ]                      |
| Elinebergskyrkan                |                                                            | 1966                   |                     | | Johannes Olivegren                                 | Elineberg   | Skyddas av Kulturmiljölagen, trots att den är uppförd efter 1940. | Elinebergskyrkan             | [ 19 ] [ 20 ]               |
| Engelska radhusen, Planteringen |                                                            | 1925                   |                     | 2012: "Särskilt värdefull bebyggelse" | Mauritz S:son Claes                                | Högasten    | | Engelska radhusen, Raus      | [ 21 ]                      |
| Engelska radhusen, Tågaborg     |                                                            | 1925–1927              |                     | 1995: "Särskilt värdefull bebyggelse" | Mauritz S:son Claes                                | Tågaborg    | | Engelska radhusen, Tågaborg  | [ 21 ]                      |
| Folkets hus                     |                                                            | 1905–1906              |                     | 2002: "Särskilt värdefull bebyggelse" | Harald Berglin                                     | Söder       | | Folkets hus                  | [ 22 ]                      |
| Fredriksdals herrgård           |                                                            | 1787                   |                     | Q-märkt i Detaljplan för Filborna 28:1 och 29:1 m. fl. som "Kulturreservat".                                                               | —                                                  | Olympia     | | Fredriksdals herrgård        | [ 23 ] [ 24 ]               |
| Fredriksdals vattentorn         |                                                            | 1960–1962              |                     | Inget bevarandeprogram täcker området kring byggnaden.                                                                                     | Hans Trygg                                         | Fredriksdal | Sveriges andra svampliknande vattentorn, efter Svampen i Örebro. | Fredriksdals vattentorn      | [ 25 ]                      |
| Frimurarhuset                   |                                                            | 1889–1890              |                     | 2002: "Särskilt värdefull bebyggelse" | Mauritz Frohm, Alfred Hellerström                  | Centrum     | | Frimurarhuset                | [ 26 ]                      |
| Fyr- och lotshuset              | Helsingborgs lotsstation                                   | 1888–1889              | 2017                | 2002: "Särskilt värdefull bebyggelse" | John Höijer                                        | Centrum     | | Fyr- och lotshuset           | [ 27 ] [ 28 ]               |
| Gamla barnsjukhuset             |                                                            | 1888                   |                     | 2019: "Särskilt värdefull bebyggelse" | Mauritz Frohm                                      | Olympia     | | Gamla barnsjukhuset          | [ 29 ]                      |
| Gamla elverket                  |                                                            | 1891                   |                     | 2002: "Särskilt värdefull bebyggelse" | Alfred Hellerström                                 | Centrum     | | Gamla elverket               | [ 30 ]                      |
| Gamla stadsmuseet               | Bruniushuset                                               | 1845                   | 1967                | | Carl Georg Brunius                                 | Centrum     | Ursprungligen uppfört som läroverksbyggnad. | Gamla stadsmuseet            | [ 31 ] [ 32 ]               |
| Gamla tullhuset                 |                                                            | 1887                   |                     | 2002: "Särskilt värdefull bebyggelse" | Mauritz Frohm                                      | Centrum     | | Gamla tullhuset              | [ 33 ]                      |
| Gamlegård                       |                                                            | Senast 1759            | 1967                | | —                                                  | Centrum     | | Gamlegård                    | [ 34 ]                      |
| Gossläroverket                  | Hälsingborgs högre allmänna läroverk för gossar, Gossis    | 1898                   |                     | 2002: "Särskilt värdefull bebyggelse" | Alfred Hellerström                                 | Centrum     | Hyste tidigare Nicolaiskolan och sedan 2005 huserar olika företag i byggnaden. | Gossläroverket               | [ 35 ] [ 36 ] [ 37 ]        |
| Grand Hotel                     | Clarion Grand Hotel Helsingborg                            | 1926                   |                     | 2002: "Särskilt värdefull bebyggelse" | Ernst Stenhammar, August Stoltz                    | Centrum     | | Grand Hotel                  | [ 38 ]                      |
| GreenHaus                       |                                                            | 2019–2022              |                     | | Jais Landén Krantz arkitekter                      | Oceanhamnen | Tilldelades Årets Bygge i kategorin Kontor och Hotell 2023. | GreenHaus                    | [ 39 ] [ 40 ] [ 41 ]        |
| Gustav Adolfs församlingshem    | GA-församlingshem, Helsingborgen                           | 1942                   |                     | 2002: "Särskilt värdefull bebyggelse" | Arvid Fuhre                                        | Söder       | Sedan 2016 används byggnaden som kårhus av studenterna vid Campus Helsingborg under namnet Helsingborgen. | Gustav Adolfs församlingshem | [ 42 ] [ 43 ] [ 44 ] [ 45 ] |
| Gustav Adolfs kyrka             | GA-kyrkan                                                  | 1897                   |                     | | Gustaf Hermansson                                  | Söder       | | Gustav Adolfs kyrka          | [ 46 ] [ 47 ]               |
| Gustav Adolfsskolan             | GA-skolan                                                  | 1900                   |                     | 2008: "Särskilt värdefull bebyggelse" | Alfred Hellerström                                 | Söder       | Sedan 2008 huserar Söderskolan i byggnaden. | Gustav Adolfsskolan          | [ 48 ] [ 49 ] [ 50 ]        |
| H55-paviljongen                 |                                                            | 1955, 1999             |                     | 2002: "Byggnad av kompletterande värde" | 1955: Carl-Axel Acking 1999: Tangram Arkitekter AB | Centrum     | Riven efter H55-utställningen, återuppförd på annan plats inför H99. | H55-paviljongen              | [ 27 ]                      |
| Hamilton House                  |                                                            | 1967                   |                     | 1999: "Särskilt värdefull bebyggelse" | Sten Samuelson, Fritz Jaenecke                     | Norr        | Tar sitt namn efter landeriet Hamilton House, som tidigare stod på platsen, och var uppfört av greve Hamilton med arkitekten Ferdinand Meldahl, som var ansvarig för utformningen 1851–1852. Det ursprungliga Hamilton House brann ner till grunden 1868. | Hamilton House               | [ 51 ]                      |
| Handelsbankshuset               |                                                            | 1903–1904              |                     | 2002: "Särskilt värdefull bebyggelse" | Alfred Hellerström                                 | Centrum     | | Handelsbankshuset            | [ 52 ]                      |
| Handelsgymnasiet                |                                                            | 1863                   |                     | 2002: "Särskilt värdefull bebyggelse" | Helgo Zettervall                                   | Centrum     | | Handelsgymnasiet             | [ 53 ]                      |
| HD-huset                        |                                                            | 1930                   |                     | 2002: "Byggnad av kompletterande värde" | Gustav Wilhelmsson Widmark                         | Centrum     | | HD-huset                     | [ 54 ]                      |
| Helsingborg Arena               |                                                            | 2010–2012              |                     | Inget bevarandeprogram täcker området kring byggnaden.                                                                                     | SWECO Architects AB                                | Olympia     | | HD-huset                     | [ 55 ]                      |
| Helsingborgs centralstation     | Knutpunkten, Knutan, Nya Knutpunkten                       | 1988–1991              |                     | | VBB Arkitekter genom Ivar Krepp                    | Centrum     | | Knutpunkten                  | [ 56 ] [ 57 ] [ 58 ]        |
| Helsingborgs nya vattentorn     | Nya vattentornet                                           | 2018–2020              |                     | Inget bevarandeprogram täcker området kring byggnaden.                                                                                     | Wingårdh arkitektkontor                            | Dalhem      | | Helsingborgs nya vattentorn  | [ 59 ] [ 60 ]               |
| Henckelska gården               |                                                            | 1681                   | 1978                | | —                                                  | Centrum     | | Henckelska gården            | [ 61 ]                      |
| Hertzska villan                 | Landeriet Nyborg                                           | 1852, 1866, 1875, 1896 |                     | 1995: "Särskilt värdefull bebyggelse" | 1852 och 1866: — 1875 och 1896: Mauritz Frohm      | Tågaborg    | | Hertzska villan              | [ 62 ]                      |
| Hotel Marina Plaza              | Elite Hotel Marina Plaza                                   | 1991                   |                     | | Ivar Krepp                                         | Centrum     | | Hotel Marina Plaza           | [ 56 ] [ 63 ]               |
| Hotell Mollberg                 | Elite Hotel Mollberg                                       | 1884, 1903–1905        |                     | 2002: "Särskilt värdefull bebyggelse" | 1884: Mauritz Frohm, 1903–1905: Alfred Hellerström | Centrum     | | Hotell Mollberg              | [ 64 ] [ 65 ]               |
| Höjdpunkten                     |                                                            | 2012–2014              |                     | Inget bevarandeprogram täcker området kring byggnaden.                                                                                     | White arkitekter                                   | Närlunda    | | Höjdpunkten                  | [ 66 ] [ 67 ]               |
| Idrottens hus                   | IH                                                         | 1957                   |                     | q-märkt i Detaljplan över del av fastigheterna Filborna 28:1, 28:33 m. fl. - arena med motivering "Byggnaden omfattas av 3 kap. 12 § PBL". | Mogens Mogensen                                    | Olympia     | | Idrottens hus                | [ 68 ] [ 69 ]               |
| Idrottsplatsen Olympia          | Olympia                                                    | 1898                   |                     | Inget bevarandeprogram täcker området kring byggnaden.                                                                                     | —                                                  | Olympia     | | Idrottsplatsen Olympia       | [ 70 ]                      |
| Jacob Hansens hus               |                                                            | 1641                   | 1967                | | —                                                  | Centrum     | | Jacob Hansens hus            | [ 71 ]                      |
| Kaffegöken                      |                                                            | 1959–1961              |                     | 1999: "Byggnad av kompletterande värde" | Mogens Mogensen                                    | Centrum     | Kaffegöken är ett skämtnamn som uppstod på grund av att byggnaden under sina tidiga år hade kaffereklam överst och en Systembolagsbutik i bottenvåningen.                                                                                                 | Kaffegöken                   | [ 11 ] [ 72 ]               |
| Konserthuset                    |                                                            | 1932                   | 1997                | | Sven Markelius                                     | Centrum     | | Konserthuset                 | [ 73 ]                      |
| Konsul Perssons villa           | Essenska villan                                            | 1848                   | 1967                | | Gustav Friedrich Hetsch                            | Söder       | | Konsul Perssons villa        | [ 74 ] [ 75 ]               |
| Krematoriet                     | Helsingborgs eldbegängelseanläggning                       | 1929, 1962             |                     | 1999: "Särskilt värdefull bebyggelse" | 1929: Ragnar Östberg 1962: Helge Zimdal            | Norr        | | Krematoriet                  | [ 76 ] [ 77 ]               |
| Kvarteret Slottet               |                                                            | 2000                   |                     | 2019: "Särskilt värdefull bebyggelse" | Henrik Jais-Nielsen, Mats White                    | Olympia     | Tilldelades Kasper Salin-priset 2000. | Kvarteret Slottet            | [ 78 ] [ 79 ]               |
| Kärnan                          |                                                            | 1310-talet             | 1967                | | —                                                  | Centrum     | | Kärnan                       | [ 80 ]                      |
| Lasarettet                      |                                                            | 1975                   |                     | 2019: "Särskilt värdefull bebyggelse" | Sten Samuelson, Hugo van Lunteren                  | Olympia     | Utsågs 2015 av läsarna av Helsingborgs Dagblad till Helsingborgs fulaste hus. | Lasarettet                   | [ 81 ] [ 82 ]               |
| Läkarvillan                     |                                                            | 1800                   | 1973                | | —                                                  | Ramlösa     | | Läkarvillan                  | [ 83 ]                      |
| Magnus Stenbocksskolan          | Mange                                                      | 1911                   |                     | 2015: "Särskilt värdefull bebyggelse" | Alfred Hellerström                                 | Tågaborg    | Sedan 2016 har skolbyggnadens salar byggts om till lägenheter. | Magnus Stenbocksskolan       | [ 84 ] [ 85 ] [ 86 ]        |
| Maria församlingshus            | Maria församlingshem                                       | 1941–1942              |                     | 2002: "Byggnad av kompletterande värde" | Rune Welin                                         | Centrum     | | Maria församlingshus         | [ 87 ] [ 88 ]               |
| Miljonhuset                     |                                                            | 1920–1922              |                     | 2002: "Särskilt värdefull bebyggelse" | Alfred Hellerström                                 | Söder       | | Miljonhuset                  | [ 89 ]                      |
| Najaden                         | Gamla stadshuset                                           | 1961, 1967             |                     | 2002: "Byggnad av kompletterande värde" | Mogens Mogensen                                    | Centrum     | | Najaden                      | [ 90 ] [ 91 ]               |
| Nya Kungshult                   | Henkeborg                                                  | 1892, 2004             |                     | | —                                                  | Mariastaden | Henkeborg är ett skämtnamn som uppstod då Nya Kungshult ägdes av fotbollsspelaren Henrik "Henke" Larsson och hans familj under 2000–2021. | Najaden                      | [ 92 ] [ 93 ]               |
| Olympiaskolan                   | Högre allmänna läroverket för flickor, Flickis             | 1932                   |                     | 2019: "Särskilt värdefull bebyggelse" | Arvid Fuhre                                        | Olympia     | | Olympiaskolan                | [ 94 ] [ 95 ] [ 96 ]        |
| Palladiumhuset                  |                                                            | 1934–1935              |                     | 2002: "Särskilt värdefull bebyggelse" | Mogens Mogensen                                    | Söder       | Biografen Palladium lades ner 1986. | Palladiumhuset               | [ 97 ]                      |
| Prisma                          |                                                            | 2018–2020              |                     | | Erik Giudice Architects                            | Oceanhamnen | | Prisma                       | [ 98 ]                      |
| Pålsjö slott                    |                                                            | 1676–1679              |                     | 1999: "Särskilt värdefull bebyggelse" | —                                                  | Norr        | | Pålsjö slott                 | [ 99 ]                      |
| Pålsjöbaden                     | Helsans Pålsjöbad                                          | 1909                   |                     | 1999: "Särskilt värdefull bebyggelse" | Ola Anderson                                       | Norr        | Badhuset har sitt ursprung i ett privatägt badhus som uppfördes 1880 av ägarna till Pålsjö slott, familjen Follin. Badhuset var öppet för allmänheten och benämndes "det Follinska badhuset".                                                             | Pålsjöbaden                  | [ 100 ]                     |
| Ramlösa brunnshotell            | Stora Hotellet                                             | 1880                   | 1973                | | Johan Erik Stenberg                                | Ramlösa     | | Ramlösa brunnshotell         | [ 101 ] [ 102 ]             |
| Ramlösa varmbadhus              |                                                            | 1880                   | 1973                | | —                                                  | Ramlösa     | | Ramlösa varmbadhus           | [ 103 ]                     |
| Raus kyrka                      |                                                            | Mitten av 1100-talet   |                     | | —                                                  | Råå         | | Raus kyrka                   | [ 104 ]                     |
| Raus skoldaghem                 |                                                            | 1915                   |                     | 2012: "Särskilt värdefull bebyggelse" | Gustav Wilhelmsson Widmark                         | Miatorp     | | Raus skoldaghem              | [ 105 ]                     |
| Rehouse Niwa                    |                                                            | 2021–2022              |                     | | Rehouse, SIBS Group                                | Gåsebäck    | Rehouse Niwa var Sveriges första flyttbara flerbostadshus på tillfälligt bygglov. | Rehouse Niwa                 | [ 106 ]                     |
| Restaurang Parapeten            |                                                            | 1955                   |                     | 2002: "Särskilt värdefull bebyggelse" | Bengt Gate                                         | Centrum     | | Restaurang Parapeten         | [ 107 ]                     |
| Ringstorps vattentorn           | Borgen                                                     | 1904–1905              |                     | Q- och q-märkt i Detaljplan över del av fastigheten Gamla Staden 5:16.                                                                     | Ernst Stenhammar                                   | Ringstorp   | | Ringstorps vattentorn        | [ 108 ] [ 109 ]             |
| Rådhuset                        |                                                            | 1897                   | 1967                | | Alfred Hellerström                                 | Centrum     | Utsågs 2015 av läsarna av Helsingborgs Dagblad till Helsingborgs vackraste hus. | Rådhuset                     | [ 110 ] [ 111 ]             |
| Råå kallbadhus                  |                                                            | 1897                   |                     | 1991: "Särskilt värdefull bebyggelse" | —                                                  | Råå         | | Råå kallbadhus               | [ 112 ]                     |
| Råå vattentorn                  |                                                            | 1917                   |                     | 1991: "Särskilt värdefull bebyggelse" | August Ewe, Carl Melin                             | Råå         | | Råå vattentorn               | [ 113 ]                     |
| S:t Jörgenspalatset             |                                                            | 1935                   |                     | 1999: "Särskilt värdefull bebyggelse" | Ture Wennerholm                                    | Norr        | | S:t Jörgenspalatset          | [ 114 ]                     |
| Sankt Andreas kyrka             |                                                            | 1927                   |                     | | Carl Westman                                       | Mariastaden | | Sankt Andreas kyrka          | [ 115 ]                     |
| Sankt Clemens katolska kyrka    |                                                            | 1928                   |                     | 2019: "Särskilt värdefull bebyggelse" | Valdemar Schmidt, Arne Magnusson (med flera)       | Eneborg     | | Sankt Clemens katolska kyrka | [ 116 ]                     |
| Sankt Olofs kyrka               | Sankt Olofskyrkan                                          | 1956                   |                     | 2013: "Särskilt värdefull bebyggelse" | Filip Lundgren                                     | Husensjö    | | Sankt Olofs kyrka            | [ 117 ]                     |
| Sankta Anna kyrka               | Ringstorps kyrka                                           | 2001                   |                     | Inget bevarandeprogram täcker området kring byggnaden.                                                                                     | Sonny Mattsson, Gun Andreasson                     | Ringstorp   | | Sankta Anna kyrka            | [ 115 ] [ 118 ]             |
| Sankta Maria kyrka              | Mariakyrkan, Vår Frue kirke                                | 1300-talet–1410        |                     | | —                                                  | Centrum     | | Sankta Maria kyrka           | [ 119 ] [ 120 ]             |
| Sankta Maria sjukhus            |                                                            | 1927                   |                     | Q-märkt i Detaljplan för fastigheten Pålsjö 2:1 som "Kulturreservat".                                                                      | Carl Westman                                       | Mariastaden | | Sankta Maria sjukhus         | [ 121 ]                     |
| Simhallsbadet                   |                                                            | 1939–1941              |                     | 2002: "Särskilt värdefull bebyggelse" | Mogens Mogensen                                    | Söder       | | Simhallsbadet                | [ 122 ]                     |
| Skampålen                       |                                                            | 1962                   |                     | | Erik Wihlborg                                      | Norr        | Skampålen är ett skämtnamn som uppstod på grund av den långa debatt som ägde rum vid byggandet av huset. | Skampålen                    | [ 123 ]                     |
| Slottshagskyrkan                |                                                            | 1897                   |                     | 2002: "Särskilt värdefull bebyggelse" | Mauritz Frohm                                      | Centrum     | | Slottshagskyrkan             | [ 124 ]                     |
| Slottsvångsskolan               | Slottet                                                    | 1892                   |                     | 2019: "Särskilt värdefull bebyggelse" | Alfred Hellerström                                 | Olympia     | | Slottsvångsskolan            | [ 125 ] [ 126 ]             |
| Stadsbiblioteket                |                                                            | 1963–1965              |                     | 2002: "Särskilt värdefull bebyggelse" | Jörgen Michelsen                                   | Söder       | | Stadsbiblioteket             | [ 127 ]                     |
| Stadsteatern                    |                                                            | 1976                   |                     | 1999: "Särskilt värdefull bebyggelse" | Arkitektfirman Arton, Erik Magnusson               | Centrum     | | Stadsteatern                 | [ 128 ]                     |
| Söderporthuset                  |                                                            | 1964                   |                     | 2002: "Särskilt värdefull bebyggelse" | Arkitektfirman Arton                               | Söder       | | Söderporthuset               | [ 129 ]                     |
| Söders höjder                   | Söders bölder                                              | 2021–2023              |                     | | FOJAB arkitekter                                   | Söder       | Under utdelningen av Kasper Kalkon-priset 2023 fick Söders höjder tredje plats i kategorin "Fulaste nyproduktion" och erhöll då öknamnet Söders bölder.                                                                                                   | Söders höjder                | [ 130 ] [ 131 ]             |
| Terrasstrapporna                | Konung Oscar II:s terrass                                  | 1899–1903              |                     | 2002: "Särskilt värdefull bebyggelse" | Gustaf Améen                                       | Centrum     | | Terrasstrapporna             | [ 132 ] [ 133 ]             |
| Tornérhjelmska huset            |                                                            | 1804                   | 1967                | | —                                                  | Centrum     | | Tornérhjelmska huset         | [ 134 ]                     |
| Tretornfabriken                 | Helsingborgs Gummifabriks AB, Galoschan, Kadorran, Slöfsan | 1943                   |                     | Inget bevarandeprogram täcker området kring byggnaden.                                                                                     | Mogens Mogensen                                    | Söder       | | Tretornfabriken              | [ 135 ] [ 136 ]             |
| Vattenpaviljongen               |                                                            | 1919–1921              | 1974                | | Ola Anderson                                       | Ramlösa     | | Vattenpaviljongen            | [ 137 ]                     |
| Vikingsberg                     |                                                            | 1875                   | 1967                | | Mauritz Frohm                                      | Tågaborg    | | Vikingsberg                  | [ 62 ]                      |
| Villa Hevea                     | Dunkerska villan                                           | 1923                   |                     | 1995: "Särskilt värdefull bebyggelse" | Gustav Wilhelmsson Widmark                         | Tågaborg    | | Villa Hevea                  | [ 138 ] [ 139 ]             |
| Villa Thalassa                  |                                                            | 1903                   |                     | 1999: "Särskilt värdefull bebyggelse" | Andreas Clemmensen                                 | Norr        | | Villa Thalassa               | [ 140 ]                     |
| Villa Wingårdh                  |                                                            | 1904–1906              |                     | 1995: "Särskilt värdefull bebyggelse" | Troligen August Stoltz                             | Tågaborg    | | Villa Wingårdh               | [ 141 ]                     |
| von Platenska huset             |                                                            | 1843                   |                     | 2002: "Särskilt värdefull bebyggelse" | —                                                  | Centrum     | | von Platenska huset          | [ 142 ]                     |
| Ångfärjestationen               | Färjestationen                                             | 1898                   |                     | 2002: "Särskilt värdefull bebyggelse" | Folke Zettervall                                   | Centrum     | | Ångfärjestationen            | [ 143 ] [ 144 ]             |